# Fréthun
Fréthun (flämisch: Fraaithuin) ist eine französische Gemeinde mit 1.393 Einwohnern (Stand: 1. Januar 2022) im Département Pas-de-Calais in der Region Hauts-de-France (vor 2016: Nord-Pas-de-Calais). Sie gehört zum Arrondissement Calais, zum Kanton Calais-1 und zum Gemeindeverband Grand Calais Terres et Mers. Die Einwohner werden Fréthunois genannt.

## Geographie
Die Gemeinde Fréthun liegt im unmittelbaren Hinterland der Küste der Straße von Dover, etwa vier Kilometer südwestlich von Calais. Umgeben wird Fréthun von den Nachbargemeinden Coquelles im Norden, Hames-Boucres im Osten und Süden, Nielles-lès-Calais im Süden, Bonningues-lès-Calais im Südwesten sowie Peuplingues im Westen und Nordwesten. Im Gemeindegebiet befindet sich der große Rangierbereich für die Einfahrt in den Eurotunnel mit dem Bahnhof Calais-Fréthun.

## Bevölkerungsentwicklung
| Jahr                       | 1962 | 1968 | 1975 | 1982 | 1990 | 1999 | 2006 | 2013 | 2022 |
| -------------------------- | ---- | ---- | ---- | ---- | ---- | ---- | ---- | ---- | ---- |
| Einwohner                  | 870  | 864  | 762  | 1094 | 1169 | 1091 | 1279 | 1230 | 1393 |
| Quellen: Cassini und INSEE |      |      |      |      |      |      |      |      |      |

## Sehenswürdigkeiten
- Kirche Saint-Michel aus dem 19. Jahrhundert

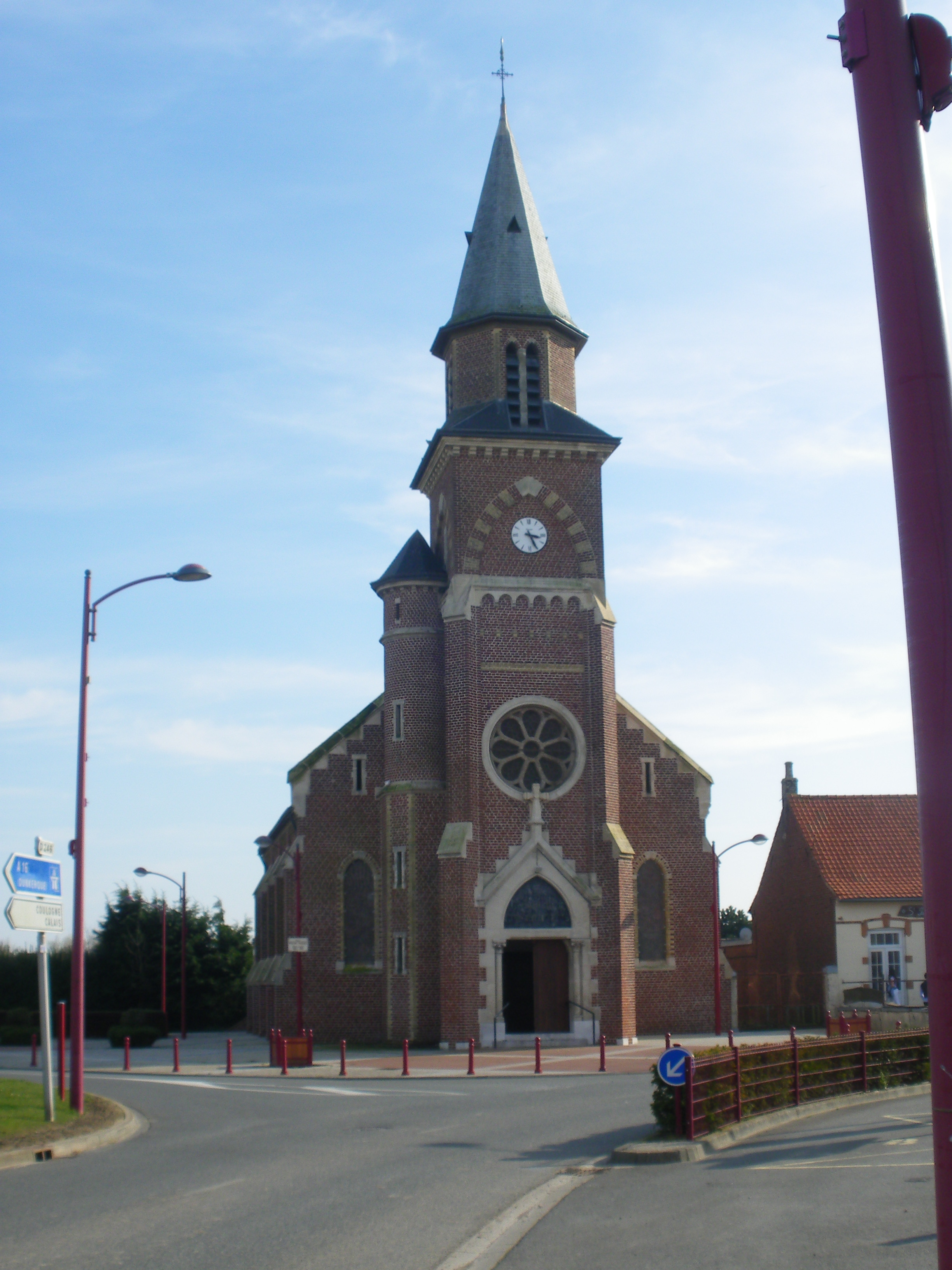
Kirche Saint-Michel
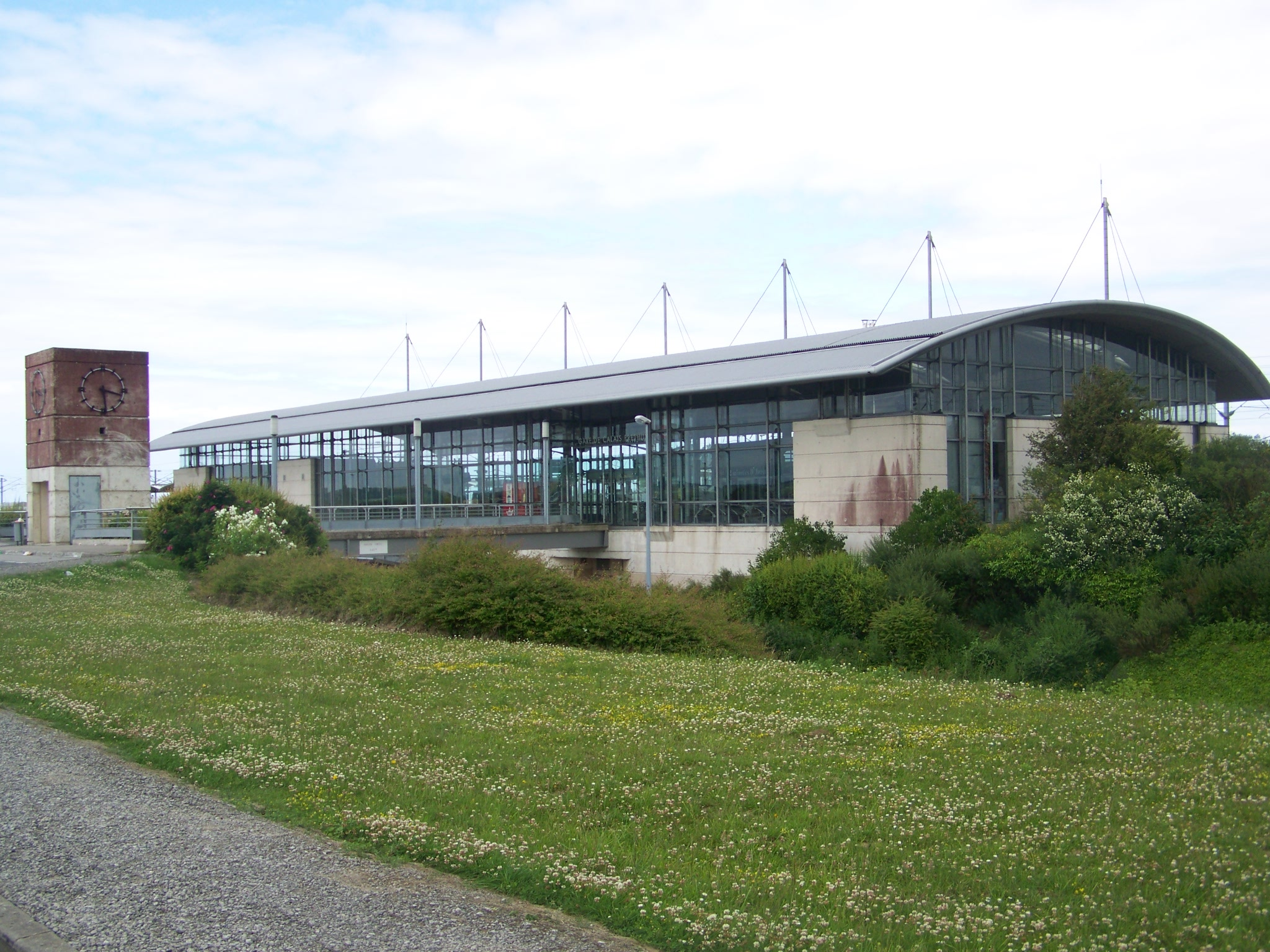
Bahnhof Calais-Fréthun
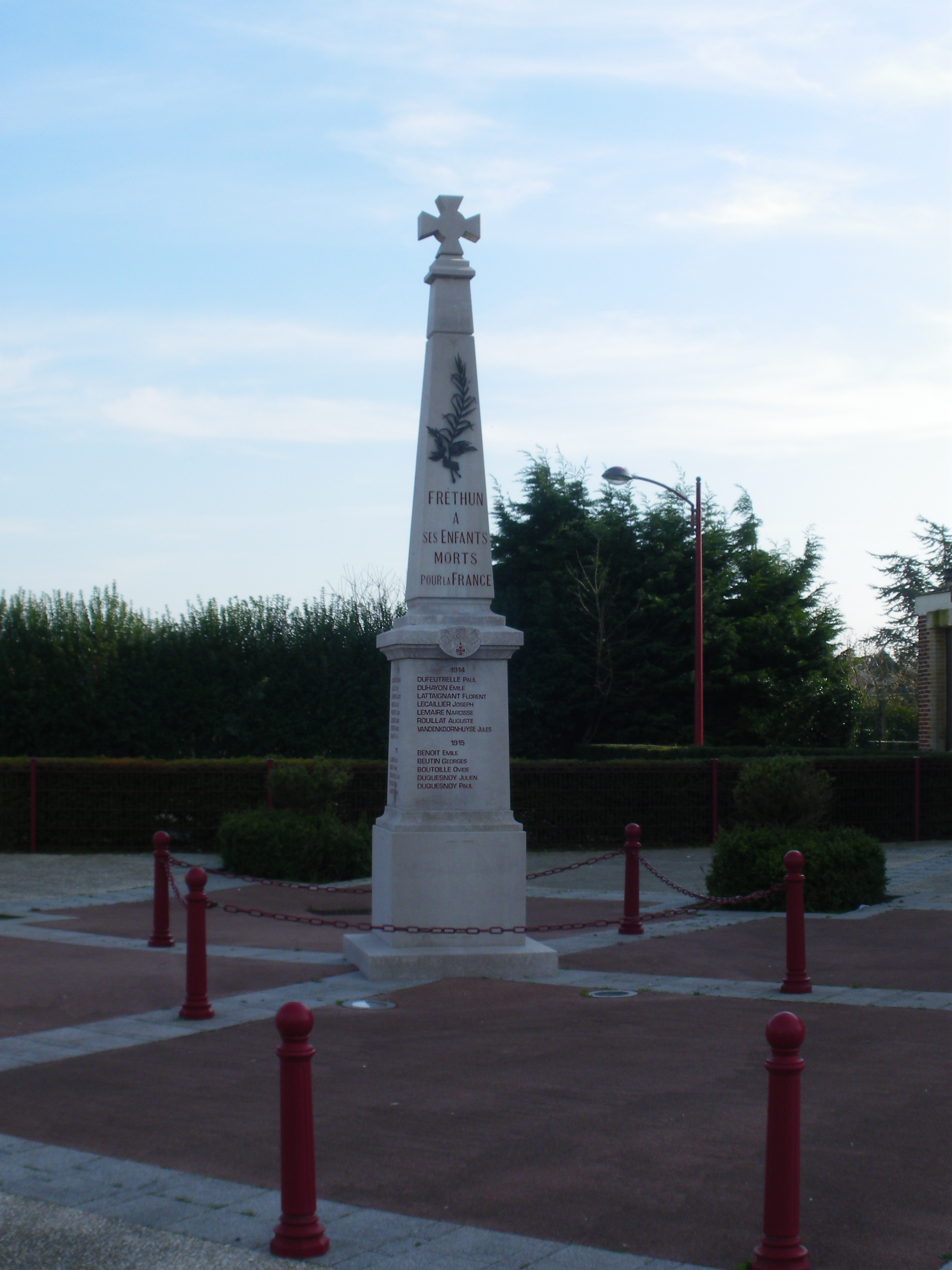
Gefallenendenkmal